# Ngan Pháp
Ngan Pháp hay còn gọi là vịt Xiêm Pháp là giống ngan nhà có nguồn gốc từ nước Pháp và có nhiều dòng khác nhau, trong đó có đặc điểm chung là có sản lượng trứng cao và ổn định. Ngan Pháp là tên gọi chung cho các dòng ngan của hãng Grimaud Freres của nước Pháp. Ngan Pháp được nhập và nuôi ở Việt Nam. Chúng là loài thủy cầm được nhập vào từ năm 1992, ban đầu chúng được nuôi ở khu vực phía Bắc Việt Nam sau đó lan ra các tỉnh miền Nam.

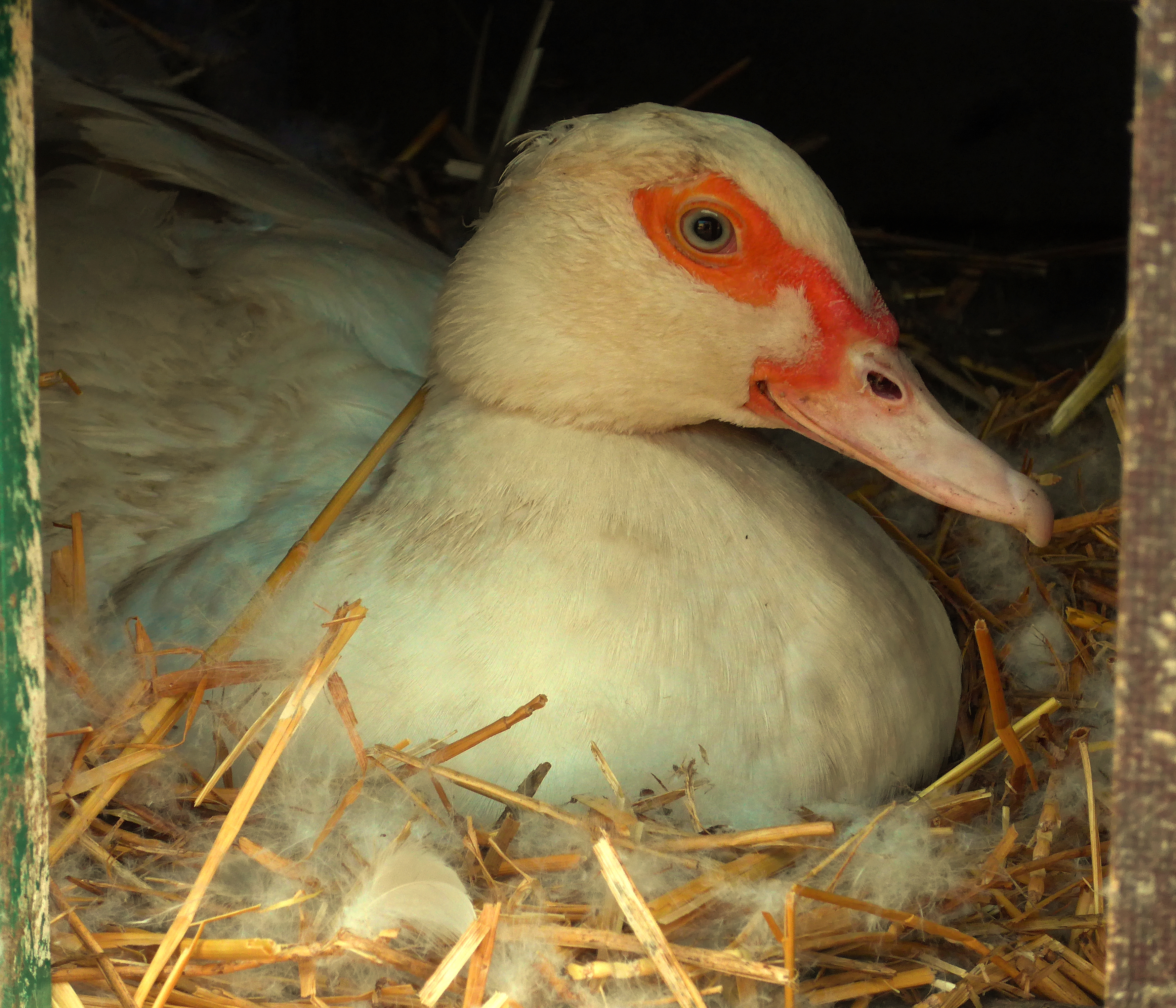
Một con vịt xiêm Pháp đang ấp trứng

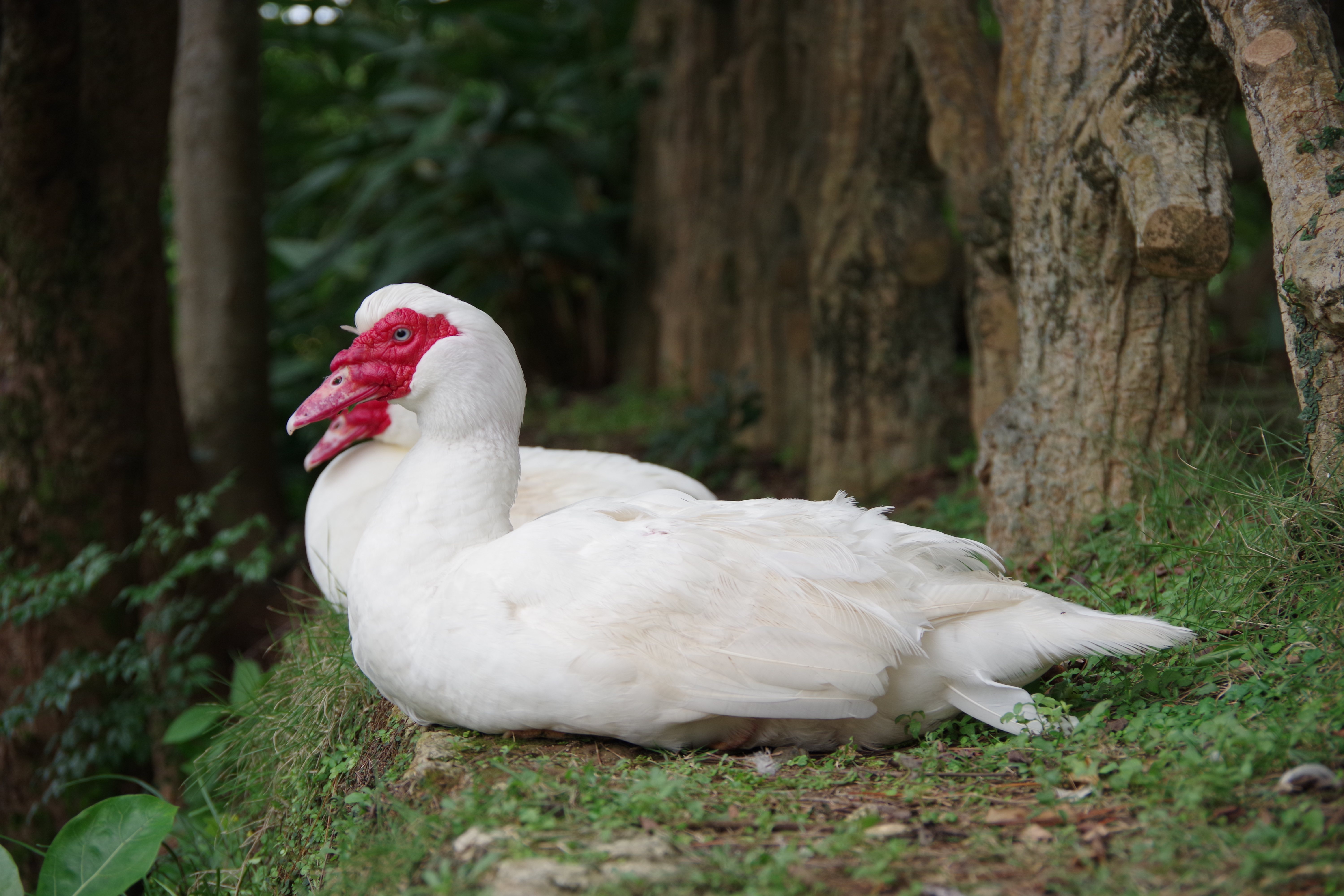
Một cặp ngan Pháp

## Đặc điểm

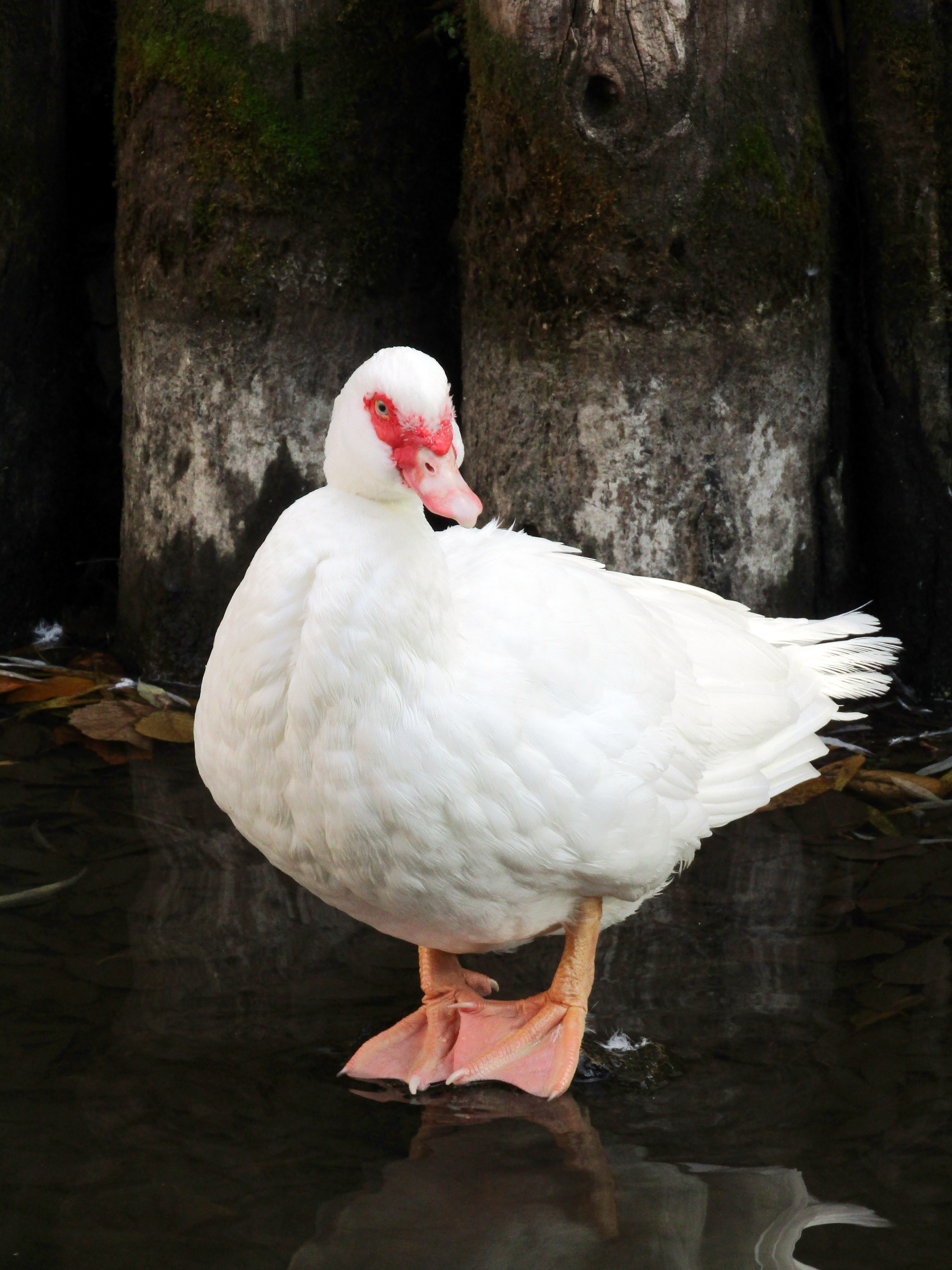
Một con vịt xiêm Pháp

Ngan Pháp có nhiều đặc tính ưu việt như: dễ thích nghi, nuôi đơn giản, ít bệnh tật, thịt nhiều, giá trị kinh tế cao. Tuổi thành thục sinh dục con trống 28- 29 tuần tuổi. Tuỳ theo mục đích sử dụng khác nhau, các giống ngan trên được chuyển đến các nước khác nhau trên thế giới. Con mái có mào đỏ, thân hình thanh gọn, cân đối, bụng mềm, lỗ huyệt ướt, lông sáng, bóng áp sát vào thân, vùng xương chậu nở rộng. Còn con trống thì phải to khỏe, khối lượng đạt 4–5 kg/con, mào đỏ, dáng hùng dũng, có phản xạ tốt khi được kiểm tra giao cấu.
Con trống nuôi 90 ngày có thể đạt trọng lượng 3,5 – 4 kg/con, con mái nhỏ hơn nhưng sau 60 ngày nuôi có thể bán thịt, trọng lượng đạt 2 kg/con. Với tính đề kháng cao, nuôi ngan ít tốn chi phí thú y. Trung bình, sản lượng trứng qua 2 chu kỳ đẻ đạt 200-210 quả/mái/năm, tỷ lệ phối cao từ 93-94%, tỷ lệ ấp nở 88%. Ở ngan Pháp sinh sản có 2 chu kỳ đẻ:
- Chu kỳ 1: Từ tuần 26 trở đi, kéo dài 24-28 tuần đẻ.
- Chu kỳ 2: Từ tuần 64-86, kéo dài 22-24 tuần đẻ.

Hiện nay ở Việt Nam, nông dân thường chọn giống ngan Pháp để nuôi. Giống này lớn nhanh, thịt chắc. Nó có nhiều loài như: R31, R31, R71, R71 SL và giống siêu nặng. Tiêu tốn thức ăn cho 1 cân tăng trọng khoảng từ 2,7-2,9 kg. Con mái nuôi trên 70 ngày tuổi đã đạt khoảng 2,4–3 kg, còn con đực sau 85 ngày nuôi đạt từ 4,5-5,5 kg. Tốc độ tăng trọng này vượt xa các loại gà, vịt khác. ngan Pháp là loài dễ nuôi, có giá trị kinh tế cao và hiệu quả hơn nhiều so với nuôi gà, vịt.

## Các dòng
Các dòng ngan Pháp gồm:

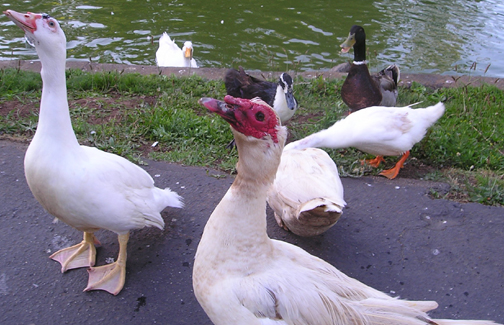
Chăn nuôi ngan và vịt ở San Francisco

- R31: Có màu vằn ngang và xám đen lúc trưởng thành. Loại này chiếm 80% sản phẩm thịt ngan của Pháp. Đây là giống ngan có sức sống và năng suất tốt, độ đồng đều cao. Tuổi giết thịt tốt nhất của ngan trống là 88 ngày tuổi. Lúc này con trống 4,7-4,8 kg; con mái 70 ngày đạt 2,5-2,6 kg. Tỷ lệ thịt xẻ con trông 68%, con mái 66%; tiêu tốn thức ăn 2,75-2,85 kg/kg tăng trọng.
- R41: Màu đen, khối lượng cơ thể cao nhất. Ở 88 ngày tuổi con trống đạt 4,8-4,9 kg; con mái ở 70 ngày đạt 2,5-2,6 kg. Tỷ lệ thịt xẻ con trống 68%, con mái 66%; tiêu tốn thức ăn 2,75-2,85 kg/kg tăng trọng.
- R51: Ngan 1 ngày tuổi có lông màu vàng rơm, chân, mỏ có màu hồng hoặc trắng, trên đầu có đốm đen hoặc nâu. Đến tuổi trưởng thành, ngan có màu lông trắng. Mọc lông đầy đủ lúc 11 - 12 tuần tuổi, 4-5 tháng tuổi thay lông. Khối lượng mới nở 55 g/con; 12 tháng tuổi đạt 3,5 kg; 24 tháng tuổi nặng 4,0 kg/con. Tuổi đẻ 5% lúc 200-205 ngày. Khối lượng trứng 75 g/quả. Năng suất trứng 110 quả/mái. Tỷ lệ ngan nở loại 1/tổng số trứng ấp là 80%.
- R61: Loại này có lông màu xanh xám, là loại hình đặc thù nuôi với thức ăn đặc biệt để lấy gan. Khối lượng gan chiếm tới 10% khối lượng cơ thể. 88 ngày tuổi con trống đạt 4,8-4,9 kg, con mái ở 70 ngày đạt 2,5-2,6 kg. Tỷ lệ thịt xẻ con trống 68%, con mái 66%; tiêu tốn thức ăn 2,60-2,75 kg/kg tăng trọng.
- R71: Ngan 1 ngày tuỏi có màu lông vàng rơm, có hoặc không có đốm đen trên đầu. Chân, mỏ màu hồng. Khi trưởng thành ngan có màu lông trắng. Khối lượng ngan mới nở 53 g/con, lúc 12 tuần tuổi nặng 3,6 kg, 24 tuần tuổi nặng 4,2 kg/con. Tuổi đẻ 5% lúc 203 ngày. Năng suất trứng/mái/2 chu kỳ 185 - 195 quả. Khối lượng trứng 80 g/quả. Tỷ lệ phôi 93%, tỷ lệ nở loại 1/tổng số trứng ấp là 81%.
- Ngan Pháp siêu nặng có lông màu trắng tuyền. Mào và tích tai màu đỏ. Khối lượng ngan lúc 1 tuần tuổi 150 g/con, lúc 6 tuần tuổi 1,8 kg và lúc 12 tuần tuổi con trống nặng 4,4 kg, con mái nặng 2,7 kg/con. Sau 165-185 ngày ngan bắt đầu đẻ. Năng suất trứng 95 - 100 quả trong 28 tuần. Khối lượng trứng 80 g/quả.

## Chăn nuôi

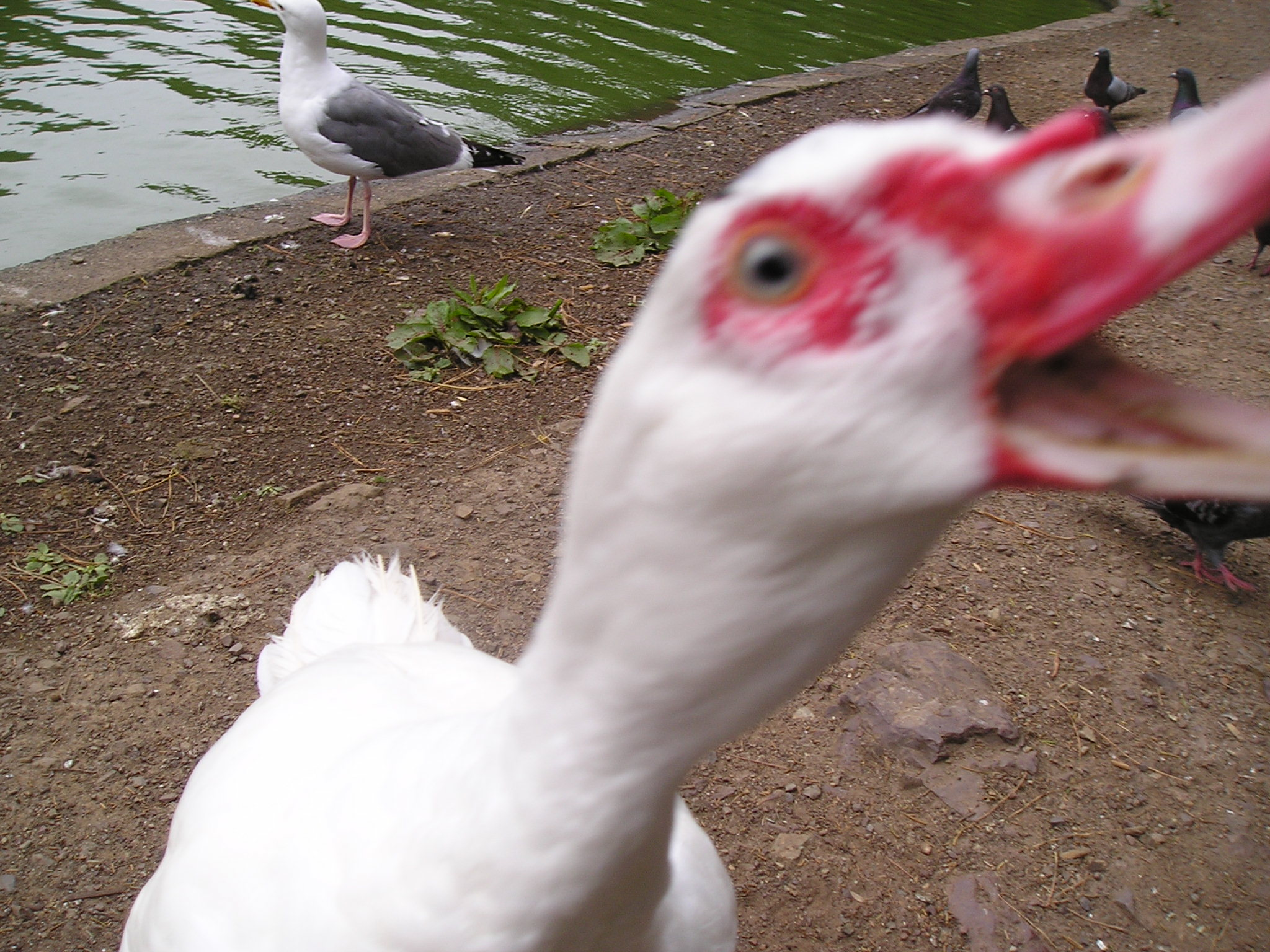
Một con ngan Pháp

Với nhiều ưu thế so với các loại gia cầm, thủy cầm khác như: thời gian nuôi ngắn, tăng trọng nhanh, thích nghi tốt các điều kiện khí hậu, thời tiết, sức đề kháng mạnh, ít bệnh tật, không cần đầu tư chuồng trại tốn kém, thức ăn đơn giản, dễ kiếm, thịt ngon, ngọt, thơm, nuôi ngan Pháp đem lại hiệu quả kinh tế cao so với nuôi gà, vịt. Giống ngan này mới chỉ nuôi chưa đầy 3 tháng mà đã nặng từ 5-5,5 kg/con.
Thức ăn của ngan Pháp cũng giống như ngan nội gồm: bèo, rau, cám, lúa, có bổ sung cua, ốc, giun... Nếu nuôi thâm canh thì sử dụng các loại cám thực phẩm chuyên dụng. Với ngan sinh sản,cho chúng ăn với chế độ riêng. Thức ăn phải đủ chất dinh dưỡng, đủ lượng calo, hàm lượng đạm cao (18%); trong protein phải chú ý tới 2 amino acid là lyzin và methionin. Tăng cường chất khoáng (đặc biệt là calci và phosphor). Bổ sung thêm các nguyên tố vi lượng và vitamin (chủ yếu là A, D, D). Cho chúng ăn 2 bữa/ngày.
Đối với ngan thương phẩm, cho chúng ăn thoải mái nhưng có phân theo bữa và theo dõi, hết bữa ăn mới cho tiếp (để tránh bị ôi thiu). Phải giữ cho cám luôn thơm mới kích thích ngan ăn và tránh mổ, cắn nhau. Chúng cần nhiều nước uống hơn ngan sinh sản nên phải lưu ý và cung cấp đủ cho chúng. Chú ý cho ngan vận động để tránh liệt chân, hàng ngày quan sát theo dõi đàn ngan, phát hiện cách ly kịp thời những con ốm, phòng và trị kịp thời cho toàn đàn. Chuồng trại chăn nuôi ngan Pháp rất đơn giản, chỉ cần mát vào mùa Hè, ấm vào mùa Đông là bầy ngan có thể lớn nhanh, không phải tốn kém nhiều kinh phí, vật liệu để làm chuồng trại kiên cố.